# Zasłonawa (stacja kolejowa)
Zasłonawa (biał. Заслонава; ros. Заслоново) – stacja kolejowa w pobliżu miejscowości Nowazasłonawa, w rejonie lepelskim, w obwodzie witebskim, na Białorusi. Położona jest na linii Orsza - Lepel.